# 劉載陽
劉載陽（1836年2月2日—1880年10月11日，道光十五年十二月十六日－光緒六年九月初八日），原名永清，字復春。江蘇省常州府武進縣（今屬常州市）人，清朝政治人物。

## 生平
福建候補縣丞加理問銜。歷署興化府莆田縣平海縣丞、泉州府南安縣羅溪縣丞、臺灣府彰化縣南投縣丞。以知縣升用，加五品銜。補授臺灣府嘉義縣知縣。例授奉政大夫。光緒六年（1880年）九月卒，下葬武進縣懷南鄉蒔上村。

## 家庭及關聯
劉載陽為武進西營劉氏第十八世。
- 祖父：劉熊彩（1774年－1832年），監生。
- 祖母：卞氏，監生卞企正之女。

- 父：劉琪（1807年－1853年），國史館議敘從九品。
- 母：許氏，宜興許氏許北園之女，例封安人。

- 兼嗣父：劉廷榮（1797年－1856年），律例館供事，議敘從九品，補江西瑞昌縣肇陳巡檢、貴溪縣鷹潭巡檢。

### 妻妾
- 正室：趙氏，趙鳴俊之女，例封宜人。
- 側室：張氏。
- 側室：黃氏。

### 子女
有三子四女。
- 長子：劉汝澤（1864年－1926年），嫡趙氏出，分嗣予劉廷榮。國學生，候選刑部司獄，崑山縣捲煙稅捐局局長。
- 次子：劉汝煇（1875年－？年），庶張氏出。國學生，五品銜、候選巡檢，委充浙江全省防軍支應局收發文件委員、徐海淮安河工賑糶局幫辦，充山東棲霞縣萊陽縣台兒莊電報局長。
- 三子：劉汝恩（1877年－1928年），庶張氏出。國學生。

- 長女，嫡趙氏出。適浙江海寧州知州余文鉞。
- 次女，嫡趙氏出。未字卒。
- 三女，嫡趙氏出。適湖北候補知縣史廷珍。
- 四女，庶黃氏出。適趙景瑗。